# 大成午
大成午（?—?），或作大戊午（《史记·赵世家》），战国时期赵国的相国。
前351年，大成午对韩国的申不害说：你借助韩侯在赵侯面前推崇我，也允许我借助赵侯在韩侯面前推崇你。这样你相当于掌握两个韩国的权势，我相当于掌握两个赵国的权势。前334年，赵肃侯游大陵（今山西省文水县北十三里）出鹿门，大戊午扣马劝谏：“耕事方急，一日不作，百日不食。”赵肃侯下车致歉。

## 资料来源
- 《战国策·韩策一》第二章
- 《史记·赵世家》